# 군산남중학교
군산남중학교(群山南中學校)는 대한민국 전북특별자치도 군산시 문화동에 있는 공립 중학교이다.

## 학교 연혁
- 1951년 9월 1일 : 군산남중학교 개교(12학급)
- 1970년 9월 10일 : 군산남중학교, 군산상업고등학교 분리
- 2023년 3월 1일 : 2023학년도 25학급 편성
- 2024년 2월 8일 : 제73회 졸업식(230명)
- 2024년 3월 1일 : 제26대 김윤미 교장 부임
- 2024년 3월 4일 : 2024학년도 신입생 입학(8학급 226명)

## 참고 자료
- 군산남중학교 - 한국교육학술정보원 학교알리미